# Artūrs Visockis-Rubenis
Artūrs Visockis-Rubenis (Riga, 11 agosto 1985) è un allenatore di pallacanestro lettone.